# Per Johan Bäckman
Per Johan Bäckman, född 11 juni 1850, död 12 april 1904, var rektor, författare och en av de tidiga ledarna inom den svenska godtemplarrörelsen.
Han skrev en Praktisk lärobok i svenska språket jämte rättskrifningslära och främmande ord med förklaringar. 
På grund av stridigheter inom den hickmanska storlogen av IOGT fick Bäckman under perioden juni 1882 till februari 1883 avlösa Carl Hurtig som ordenstemplare. Han var också med om att bilda en Skandinaviens ädla storloge för samma rörelse och valdes till dess ledare.